# Else Berg
Else Berg (Ratibor, Alta Silèsia, 19 de febrer de 1877 – Auschwitz, 19 de novembre de 1942) va ser una pintora, dibuixant i artista gràfica jueva neerlandesa d’origen alemany, víctima de l'Holocaust.

## Biografia
Nascuda a Ratibor (nom actual, Racibórz), ciutat de l’Alta Silèsia que aleshores pertanyia a l’Imperi Alemany, era la filla més jove de Jacob Berg, un jueu liberal propietari d’una fàbrica de tabac, i de Hedwig Creutzberger.
El 1895 va anar París per assistir a les classes de J. Laurens. Allà, un dels seus companys d’estudi va ser l’artista francès Henri Le Fauconnier. Diverses fonts indiquen que a finals del segle va anar a Berlín a estudiar a l’Acadèmia de les Arts (aleshores Acadèmia Prusiana de les Arts); si més no, en un catàleg de 1924 indica que va ser alumna d’Arthur Kampf, que va ser professor de l’Acadèmia i la va dirigir el 1912. A Berlín va conèixer el pintor neerlandès Mommie Schwarz i va marxar amb ell a Amsterdam.
A Amsterdam, Berg va incorporar-se a l'associació d'artistes De Onafpendence i el 1913 va participar en una exposició col·lectiva de l'esmentada associació. Entre els artistes que hi van exposar obres hi havia Leo Gestel, que tindria influència en l'obra posterior de Berg. Gestel va establir una amistat profunda amb Berg i Schwarz.
Berg viatjava bastant per visitar la seva família i per treballar. El 1912 va anar amb Schwarz a Itàlia i el 1914, van passar una temporada a Mallorca amb Gestel i la seva parella. Els tres artistes van treballar molt durant aquell viatge i una obra força coneguda de Berg feta durant la seva estada a Mallorca és la titulada Spaanse dame (Dama espanyola). Berg pagava els seus viatges amb la venda de les seves obres i amb l'ajut monetari que de tant en tant rebia de la seva família benestant.
El 1920 Berg i Schwarz van casar-se, i tres anys més tard ella va obtenir la nacionalitat neerlandesa. Malgrat estar casats, van continuar vivint cadascun en el seu estudi.
Durant la dècada de 1930 van anar arribant als Països Baixos jueus refugiats. Berg i Schwarz van col·laborar en la seva acollida. Les seves famílies van establir-se en altres països i els instaven a fer el mateix, però ells van romandre a Amsterdam. El 1937 van fer el seu darrer viatge de treball i plaer; van anar a Itàlia.
El 12 de novembre de 1942, Else Berg i el seu marit va ser detinguts i deportats a Auschwitz, on els dos van ser assassinats el 19 de novembre. A mitjans de novembre, Doortje Parrée, amiga de Berg, va anar a la casa de la pintora. Els mobles havien desaparegut i en el seu estudi va trobar una caixa de llautó amb diversos records de la seva vida: cartes, fotografies i altres papers. S'ho va endur i ho va conservar durant anys.

## Obra
Berg va cultivar diversos gèneres artístics. Se n'han conservat retrats, paisatges, escenes de ciutat, etc. Els seus primers dibuixos´i gravats denotaven la seva formació acadèmica, amb un estil impressionista. Més endavant, però, les seves obres mostren diferents estils, com ara luminisme, cubisme, l'expressionisme fosc de l'escola de Bergen, esoterisme, realisme i una mena de surrealisme naïf.
Berg i Schwarz van dos artistes molt productius i entre 1910 i 1942 van participar en més de 150 exposicions col·lectives, als >Països Baixos i a l'estranger. Se n'han recuperat uns 1600 dibuixos, esbossos, obra gràfica i pintures, segurament unes dues terceres parts de la seva obra. El 1989 el Museu Frans Hals va organitzar una exposició amb obres de Berg, i el 2013 el Museu Històric Jueu va organitzar l'exposició dels dos, com a exponents de l'avantguardisme neerlandès.